# Trung Lộc
Trung Lộc là một xã thuộc huyện Can Lộc, tỉnh Hà Tĩnh, Việt Nam.
Xã Trung Lộc có diện tích 5,94 km², dân số năm 1999 là 4871 người, mật độ dân số đạt 820 người/km².